# Superliga 2002-2003 (Slovacchia)
L'edizione 2002-03 della Corgoň Liga vide la vittoria finale del Žilina.
Capocannoniere del torneo furono Marek Mintál (MŠK Žilina) e Martin Fabuš (Laugaricio Trenčín/Žilina), con 20 reti.

## Classifica finale
|    | Classifica         | G  | V  | N  | P  | GF | GS | Dif | Pt |
| -- | ------------------ | -- | -- | -- | -- | -- | -- | --- | -- |
| 1  | Žilina             | 36 | 21 | 7  | 8  | 69 | 31 | 38  | 70 |
| 2  | Artmedia Petržalka | 36 | 20 | 7  | 9  | 49 | 32 | 17  | 67 |
| 3  | Slovan Bratislava  | 36 | 19 | 6  | 11 | 60 | 42 | 18  | 63 |
| 4  | Spartak Trnava     | 36 | 15 | 11 | 10 | 55 | 47 | 8   | 56 |
| 5  | Púchov             | 36 | 14 | 8  | 14 | 46 | 47 | -1  | 50 |
| 6  | Inter Bratislava   | 36 | 12 | 7  | 17 | 48 | 58 | -10 | 43 |
| 7  | Dubnica            | 36 | 12 | 7  | 17 | 41 | 52 | -11 | 43 |
| 8  | Ružomberok         | 36 | 12 | 6  | 18 | 45 | 60 | -15 | 42 |
| 9  | Laugaricio Trenčín | 36 | 11 | 5  | 20 | 48 | 69 | -21 | 38 |
| 10 | VSS Košice         | 36 | 6  | 12 | 18 | 41 | 64 | -23 | 30 |

### Verdetti
- MŠK Žilina campione di Slovacchia 2002-03.
- 1. FC Košice retrocesso in II. liga.

## Statistiche e record

### Classifica marcatori
| Gol |  |  | Giocatore        | Squadra                    |
| --- |  |  | ---------------- | -------------------------- |
| 20  |  |  | Marek Mintál     | Žilina                     |
| 20  |  |  | Martin Fabuš     | Laugaricio Trenčín/ Žilina |
| 19  |  |  | Róbert Vittek    | Slovan Bratislava          |
| 12  |  |  | Pavol Straka     | Dubnica                    |
| 12  |  |  | Roland Števko    | Ružomberok                 |
| 12  |  |  | Vladimír Kožuch  | Spartak Trnava             |
| 10  |  |  | Ľuboš Perniš     | Púchov                     |
| 10  |  |  | Juraj Halenár    | Inter Bratislava           |
| 10  |  |  | Miroslav Drobňák | Inter Bratislava           |
| 10  |  |  | Ľubomír Mati     | VSS Košice                 |
| 10  |  |  | Milan Ivana      | Laugaricio Trenčín         |